# Hamilton (Queensland)
Hamilton és un suburbi residencial ubicat al nord de la ciutat de Brisbane a l'estat deQueensland d'Austràlia. Està situat a la part nord del Riu Brisbane, al llarg dels Bulimba Reach. L'àrea, en un promontori, té vistes del Districte Central de Negocis de Brisbane. La seua població és de 4.849 habitants.
Les vies principals del suburbi són Kingsford Smith Drive i Racecourse Road.

## Història

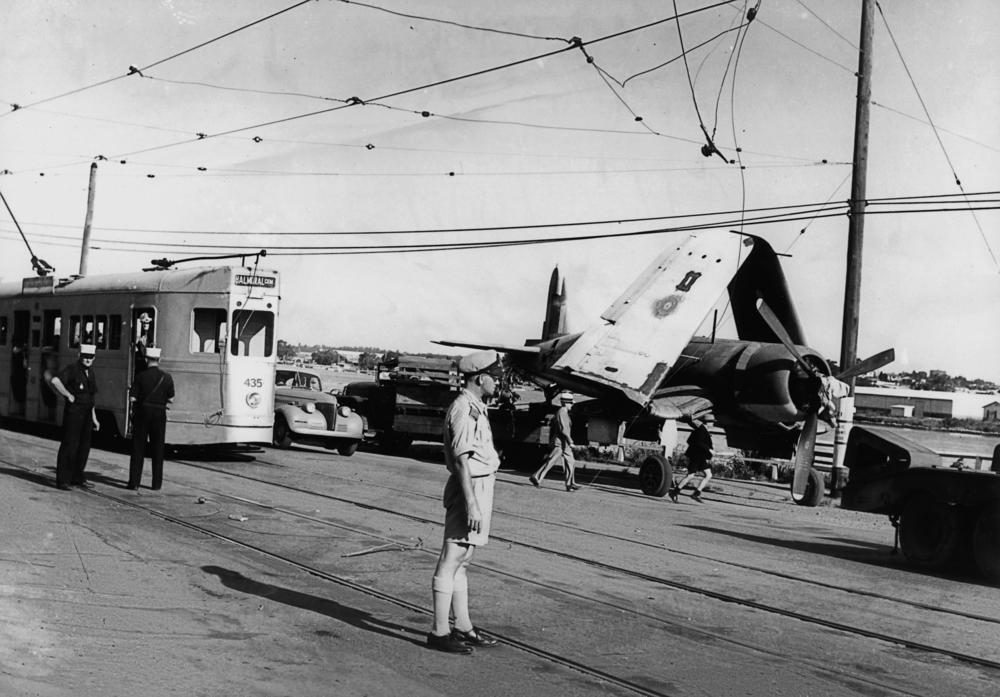
Accident d'avió en Kingsford Smith Drive cap al 1945

En la curta història de Brisbane, Hamilton ha estat una zona aristocràtica i de clergat. El suburbi és conegut per ser "la vella riquesa", en comparació amb la "nova riquesa" d'altres zones com Paddington, Toowong i Indooroopilly.
Durant la Segona Guerra Mundial hi va tindre lloc l'accident d'un avió de lluita Corsair. Havia estat descarregat d'un vaixell en el riu, amb les ales plegades, i remolcat en un camió per Kingsford-Smith Drive quan es va enganxar amb un tramvia, derribant-lo.
En aquest districte hi va nàixer el 1897 Charles Kingsford Smith.